# Песик, який пильнує зірки
Песик, який пильнує зірки (яп. 星守る犬, Hoshi Mamoru Inu) — японська манга Такаші Муракамі. Історія розповідається від імені собаки на ім'я Геппі, який живе з робітничою японською родиною, поки одного дня дружина чоловіка не вимагає розлучення, і він бере Геппі в подорож на південь Японії.
Спочатку опублікована як серіалізована манга, зібрана книжка у м'якій обкладинці продала понад 400 000 примірників у Японії та була адаптована у вигляді фільму. Муракамі написав п’ять історій, які мають спільну відправну точку — розповідь про Геппі. В Україні офіційно ліцензована видавництвом Nasha idea.

## Сюжет

### Песик, який пильнує зірки
Історія розповідається від імені собаки породи Акіта на ім'я Геппі, якого робітнича японська родина прийняла, коли він був щеням, і який жив з ними протягом кількох років. Собака насолоджується життям з ними, особливо цінує щоденні прогулянки разом з «Татком», як він називає чоловіка в родині. Однак через кілька років дружина чоловіка вимагає розлучення. Тепер бездомний, безробітний і з малою кількістю грошей, оптимістичний Татко вирішує вирушити з Геппі в подорож на південь Японії. По дорозі пара зупиняється в магазині, де Татко помічає брудного молодого хлопця, який намагається вкрасти хліб. Він купує його для хлопця, і той запрошує себе до автомобіля Татка. Татко погоджується відвезти його туди, куди він хоче, але хлопець майже не розмовляє. Вони сплять в машині, а наступного ранку Татко виявляє, що хлопець зник і забрав його гаманець. Незабаром після цього Геппі відчуває сильний біль під час сечовипускання, і Татко мчить його до ветеринара, де дізнається, що в Геппі камені в нирках. Його оперують, а Татко змушений закласти майже все своє майно, щоб оплатити рахунок, залишаючи його майже без грошей. Вони продовжують подорож, поки в них не закінчився бензин біля кемпінгу. Вони живуть там деякий час, харчуючись їжею, яку можуть знайти або зловити, і сплять у машині, поки одного дня Татко не помирає у своїй машині від наявної серцевої хвороби. Геппі продовжує жити там ще два зимових періоди, поки одного дня і він не помирає. Поліція знаходить їхні тіла через три місяці, з тілом Геппі, що вірно лежить біля ніг Татка.

### Соняшники
Ця історія починається одразу після завершення попередньої, коли Окуцу, соціальний працівник середнього віку, отримує завдання знайти родину Татка, щоб повідомити їм про його смерть. Шукаючи підказки про минуле Татка, він здійснює ту саму подорож назад, поки не досягає моменту, коли Татко продав усі свої майна, щоб оплатити операцію Геппі на нирки. В міру того, як Окуцу продовжує своє розслідування, він замислюється над досягненнями свого власного життя та згадує своє дитинство з дідусем, який зробив велике вікно в своєму заміському будинку для своєї хворої дружини, щоб вона могла спостерігати за великим полем соняшників, поки відпочивала в ліжку. Окуцу порівнює своє життя з життям Татка і, зрештою, згадує свою поведінку по відношенню до самотнього щеняти, яке він мав у дитинстві, купленого його дідусем після того, як померла його дружина. Цей песик часто дивився на зірки вночі на полі соняшників протягом довгих періодів часу, ніби він хотів досягти їх. Зрештою, Окуцу розуміє, що життя Татка і Геппі — це притча про шлях, яким ідуть люди, і доходить висновку, що в кінці ми всі, немов собака, що спостерігає за зірками, завжди мріємо знайти шлях до досягнення неможливого. Оскільки йому не вдалося знайти жодних родичів, адже Татко навмисно знищив всі сліди свого минулого, Окуцу вирішує авторизувати кремацію його останків як невідомої особи і розсипати його прах біля могили Геппі, що, на диво, знаходиться посеред поля соняшників, як і те, що було поруч з домом його дідуся.

## Сприйняття
«Песик, який пильнує зірки» отримав переважно позитивні відгуки. У Publishers Weekly йдеться: «Ця коротка книга пропонує глибоке розуміння людської природи (через собачу природу), не будучи занадто солодкою чи сентиментальною». Однак рецензент критикував ім'я собаки «Геппі», назвавши його занадто нав'язливим, і також зазначив, що рішення розповідати історію з точки зору собаки є «майже солодким до нудоти». Ед Сайзмор із Manga Worth Reading помістив книгу до свого списку десяти найкращих манг, опублікованих англійською мовою в 2011 році, додавши: «Усі, хто тільки міг, похвалили цю книгу, і це справедливо. Вона така ж зворушлива, як кажуть усі».
Японський том розійшовся тиражем понад 400 000 копій і був адаптований у однойменний фільм. У фільмі обидві історії об’єднані в одну, розповідаючи про життя Геппі як низку спогадів, коли Окуцу досліджує минуле Татка.

## Продовження
Через два роки після успіху «Песика, який пильнує зірки» Такаші Муракамі написав ще три історії: «Зірки-близнюки», «Яскрава зірка» та останній епілог до серіалу. Ці троє були зібрані та опубліковані видавництвом Futabasha у другому томі під назвою Zoku Hoshi Mamoru Inu (Сім'я песика, який пильнує зірки), який розповідає окремі історії двох персонажів: тендітного брата Геппі на ім'я Чібі та Тецуо, хлопчика, який вкрав гаманець Татка відповідно.
У «Зірках-близнюках» ми дізнаємося, що Геппі був обраний Міку як її улюбленець через його гіперактивність і здоров'я, тоді як його брат Чібі був відкинутий через свій ніжний і хворобливий вигляд. Пес народився з серцевим захворюванням, тому його залишили помирати в картонній коробці, але пізніше його забрала собі місіс Наґано, стара, дратівлива і не дружня жінка, яка також мала проблеми зі здоров'ям. Жінка думала, що щеня може стати хорошим компаньйоном, поки вони обидва не помруть від своїх хвороб. Однак замість цього їхнє здоров'я покращується. Потім вони стають щасливою парою і знаходять довге життя, яке краще разом, незважаючи на їхні недоліки, що робить цю історію повною протилежністю історії Татка і Геппі.
У «Яскравій зірці» розкривається, що Тецуо — дитина від матері-одиначки. Піддаючись знущанням і ненависті з її боку, він вирішує подорожувати самотужки через країну в пошуках свого дідуся, який живе в Хоккайдо, оскільки він є єдиною живою людиною серед його родичів, яка коли-небудь проявляла до нього хоч якусь прихильність. Провівши кілька днів, насолоджуючись компанією Геппі, хлопець вирішує «усиновити» собаку. Після того, як він забирає гаманець Татка, він викрадає дворічного мопса, якого ніхто не хоче, з зоомагазину і продовжує свою подорож в пошуках дідуся, вже в компанії нового улюбленця. Розвиваючи зв'язок між Геппі та Татком під час їхньої подорожі, Тецуо вирішує назвати мопса Геппі, на честь акіти з першої історії.
Остання історія насправді є коротким епілогом, який з'єднує всі чотири історії. За збігом обставин, під час пошуків Татка, щоб повернути йому вкрадений гаманець, Тецуо, його дідусь та собака Геппі зустрічають місіс Наґано і Чібі на місцевому полі з вишнями. Вони розповідають один одному свої історії, перш ніж повернутися додому, не підозрюючи, що історія Татка і Геппі пов'язує їх усіх. У фінальній панелі Міку, вже у підлітковому віці, обіймає Чібі, плутаючи його з оригінальним песиком Геппі, що створює остаточний зв'язок між усіма персонажами «Песика, який пильнує зірки».
Ці три додаткові розповіді, коротко пов'язані з оригінальною історією, розширюють всесвіт Геппі, натякаючи, що кожен наш вчинок, навіть миттєвий момент часу, може мати великі наслідки для інших і змінити їхнє життя, навіть якщо ми ніколи не контактуємо з ними. П'ять історій об'єднує абсолютна і безумовна любов собак до своїх господарів, незважаючи на обставини.

## Випуск
NBM ComicsLit опублікували англійські переклади перших двох історій в одному томі під назвою Stargazing Dog у листопаді 2011 року.
В Україні всі п'ять історій були випущені у 2024 році видавництвом Nasha idea, з дотриманням оригінального двотомного формату японського видавництва.